# O'Conor
Gli O'Conor (talvolta anglicizzati come O'Connor) sono una famiglia reale irlandese.
Sono originari del Connacht. Il capostipite della famiglia fu Cathal O'Connor (morto nel 1010), che ebbe il titolo di re del Connacht nel 980. O'Connor è la translazione inglese dell'irlandese Ui Conchobhair. Seguirono altri sovrani di questa famiglia, tra cui Ruaidri mac Tairrdelbach Ua Conchobair. Nel 1466 la famiglia si divise nel ramo degli O'Connor Ruadh, ossia rossi, e degli O'Connor Donn, ossia neri.